# Aserbaidschanische Streitkräfte
Die Streitkräfte Aserbaidschans (aserbaidschanisch Azərbaycan Silahlı Qüvvələri) sind das Militär von Aserbaidschan. Sie entstanden nach der Unabhängigkeit des Landes 1991 von der Sowjetunion und wurden mit der Ausrüstung der Aserbaidschanischen SSR ausgestattet. Es besteht eine Wehrpflicht für Männer ab dem 18. Lebensjahr. Die Streitkräfte gliedern sich in ein Heer, eine Luftwaffe und eine Marine.
Militärisch arbeitet das Land eng mit der Ukraine, Pakistan, den USA und vor allem der Türkei zusammen. So werden Eliteeinheiten des Heeres von türkischen Offizieren ausgebildet. Seit 2013 ist Aserbaidschan neben der Türkei, Kirgisistan und der Mongolei Mitglied der Eurasien-Sondereinheit mit militärischem Status, kurz TAKM. Aserbaidschan ist Mitglied in der GUAM-Allianz und bei der Partnerschaft für den Frieden der NATO.
Im Rahmen dieser Partnerschaft beteiligte sich Aserbaidschan auch an Einsätzen der ISAF. Am ISAF-Einsatz in Afghanistan waren im März 2011 94 Soldaten beteiligt. Die Streitkräfte kamen auch im Konflikt um Bergkarabach und an Einsätzen im Irak sowie im Kosovo zum Einsatz.
In Bergkarabach und der Region darum beteiligen sie sich immer wieder an Konflikten, vor allem mit dem Nachbarland Armenien (z. B. Krieg um Bergkarabach 2020 und Blockade der Republik Arzach 2022–23).

## Budget und Ausrüstung
Nach Angaben von DefenseNews.com stiegen die Verteidigungsausgaben von 146 Millionen US-Dollar im Jahr 2004 auf 1,1 Mrd. US-Dollar im Jahr 2007. Das Budget stieg 2011 durch die großen Einnahmen aus dem Erdöl- sowie Erdgasexport enorm auf 4,46 Mrd. US-Dollar an, damit hat Aserbaidschan nach Russland die zweithöchsten Rüstungsausgaben innerhalb der GUS, obwohl es zu den eher kleineren ehemaligen Sowjetrepubliken zählt. Es wurden im März 2007 von der Ukraine und Belarus mehrere Luftüberlegenheitsjäger vom Typ MiG-29 für die Luftwaffe gekauft. Des Weiteren bestellte die Luftwaffe 26 Einheiten des Chengdu Fierce Dragon von der Pakistani Aviation Integrated Company (PAIC).
Der größte Teil der Ausrüstung ist russischer bzw. sowjetischer Herkunft, z. B. der Mil Mi-24, die Iljuschin Il-76 oder die Suchoi Su-25. Das Heer besitzt 136 Panzer vom Typ T-72 und 123 Panzer vom Typ T-55 sowie 200 Schützenpanzer aus der BMP-Reihe. Hohe Offiziere in den Streitkräften sind nicht selten ehemalige Speznas.
Es besteht eine Wehrpflicht für Männer ab dem 18. Lebensjahr. Einberufen werden alle männliche Bürger der Republik Aserbaidschan bis zum 35. Lebensjahr. Die Dienstzeit beträgt 1,5 Jahre für die Soldaten ohne Hochschulabschluss und 1 Jahr für die Hochschulabsolventen.

## Ausrüstung

### Landstreitkräfte
- Kampfpanzer:[6][7]
  - T-90S – 94 Exportversion mit CATHERINE-FC-Wärmebildgerät von Thales mit einem ESSA-Zielfernrohr des belarussischen Unternehmens PELENG und 1A4GT-Feuerleitcomputer.
  - T-55 – 100
  - T-72 – 470 Ausführung ASIAN (Sim2)
- Schützenpanzer:[6][7]
  - BMP-1/BRM-1 – 43
  - BMP-2M – 33
  - BMP-3M – 100
  - BMD-1 – 20
  - Mowag Piranha - 50 als Ablöse des BMP-1 geordert
- gepanzerte Mannschaftstransporter:[6][7]
  - BTR-80 – 80
  - BTR-70 – 132 Inländisch verbessert: Feuerleitsystem und Turm
  - BTR-60 – 10
  - MT-LB – 336
  - BRDM-2 - 88 23 wurden inländisch verbessert und umbenannt in ZKDM
  - BTR-3 – 3
- gepanzerte Aufklärungsfahrzeuge:
  - Matador – 60[8]
  - Marauder – 85[8]
- Artillerie:
  - D-30 – 191
  - 2A36 – 20
  - 2S1 – 14
  - MT-12 „Rapira“ 100 mm smoothbore AT-Gun – 72
  - PM-38 130 – 23
- Raketensystem:
  - BM-30 – 18
  - BM-21 – 40
  - T-300 Kasırga
- Handwaffen:
  - AK-74
  - AKS-74U
  - AK-47
  - IMI Tavor TAR-21
  - MP5
  - G3A3
  - RPG-7
  - Remington 700
  - Dragunov SVD
  - İstiqlal
  - JNG-90

### Seestreitkräfte
- 1 leichte Fregatte des Projekt 159A (Petya-Klasse)[9]
- 5 Patrouillenboote des Projekt 205P (Stenka-Klasse)
- 2 Patrouillenboote des Projekt 205 (Osa-II-Klasse)
- 2 Minensuchboote des Projekt 1265 (Sonya-Klasse)
- 5 Minensuchboote des Projekt 1258 (Yevgenya-Klasse)
- 6 Landungsboote der Polnocny-Klasse
- weitere kleinere Fahrzeuge

### Luftstreitkräfte
Die Luftstreitkräfte von Aserbaidschan betreiben 55 Flugzeuge und 93 Hubschrauber (Stand Ende 2022).
| Luftfahrzeuge             | Bild         | Herkunft           | Verwendung                          | Version                  | Aktiv     | Bestellt  | Anmerkungen                            |
| Flugzeuge                 | Flugzeuge    | Flugzeuge          | Flugzeuge                           | Flugzeuge                | Flugzeuge | Flugzeuge | Flugzeuge                              |
| ------------------------- | ------------ | ------------------ | ----------------------------------- | ------------------------ | --------- | --------- | -------------------------------------- |
| Mikojan-Gurewitsch MiG-29 | Beispielbild | Sowjetunion        | MehrzweckkampfflugzeugSchulflugzeug |                          | 123       |           |                                        |
| Mikojan-Gurewitsch MiG-21 | Beispielbild | Sowjetunion        | Abfangjäger                         |                          | 5         |           |                                        |
| Suchoi Su-25              |              | Sowjetunion        | Erdkampfflugzeug                    |                          | 11        |           |                                        |
| Iljuschin Il-76           | Beispielbild | Sowjetunion        | Transportflugzeug                   |                          | 2         |           |                                        |
| Leonardo C-27J            | Beispielbild | Italien            | Transportflugzeug                   |                          |           |           | Mitte 2023 unbekannte Anzahl bestellt. |
| Aero L-39                 | Beispielbild | Tschechoslowakei   | Schulflugzeug                       |                          | 12        |           |                                        |
| Saab Safari               | Beispielbild | Pakistan           | Schulflugzeug                       | MFI-395 „Super Mushshak“ | 10        |           |                                        |
| Hubschrauber              |              |                    |                                     |                          |           |           |                                        |
| Mil Mi-24                 | Beispielbild | Russland           | Kampfhubschrauber                   |                          | 16        |           |                                        |
| Mil Mi-8                  | Beispielbild | Russland           | Transporthubschrauber               | Mil Mi-17W               | 64        |           |                                        |
| Kamow Ka-32               | Beispielbild | Sowjetunion        | Transporthubschrauber               |                          | 4         |           |                                        |
| Bell 412                  | Beispielbild | Vereinigte Staaten | Leichter Transporthubschrauber      |                          | 2         |           |                                        |
| Mil Mi-2                  | Beispielbild | Sowjetunion        | Schulhubschrauber                   |                          | 7         |           |                                        |
| Unbemannte Luftfahrzeuge  |              |                    |                                     |                          |           |           |                                        |
| Bayraktar TB2             | Beispielbild | Türkei             | Kampf- und Aufklärungsdrohne        |                          | ?         |           |                                        |
| Bayraktar Akıncı          | Beispielbild | Türkei             | Kampf- und Aufklärungsdrohne        |                          | ?         |           |                                        |

- Flugabwehr:
  - S-300 – 8
  - Barak-8[14]
  - S-75
  - S-125 Newa[15]
  - S-200
  - 2K11 Krug
  - Buk M1 – 3-4[16]
  - 9K33 Osa -
  - ZSU-23-4 Schilka
  - 9K35 Strela-10

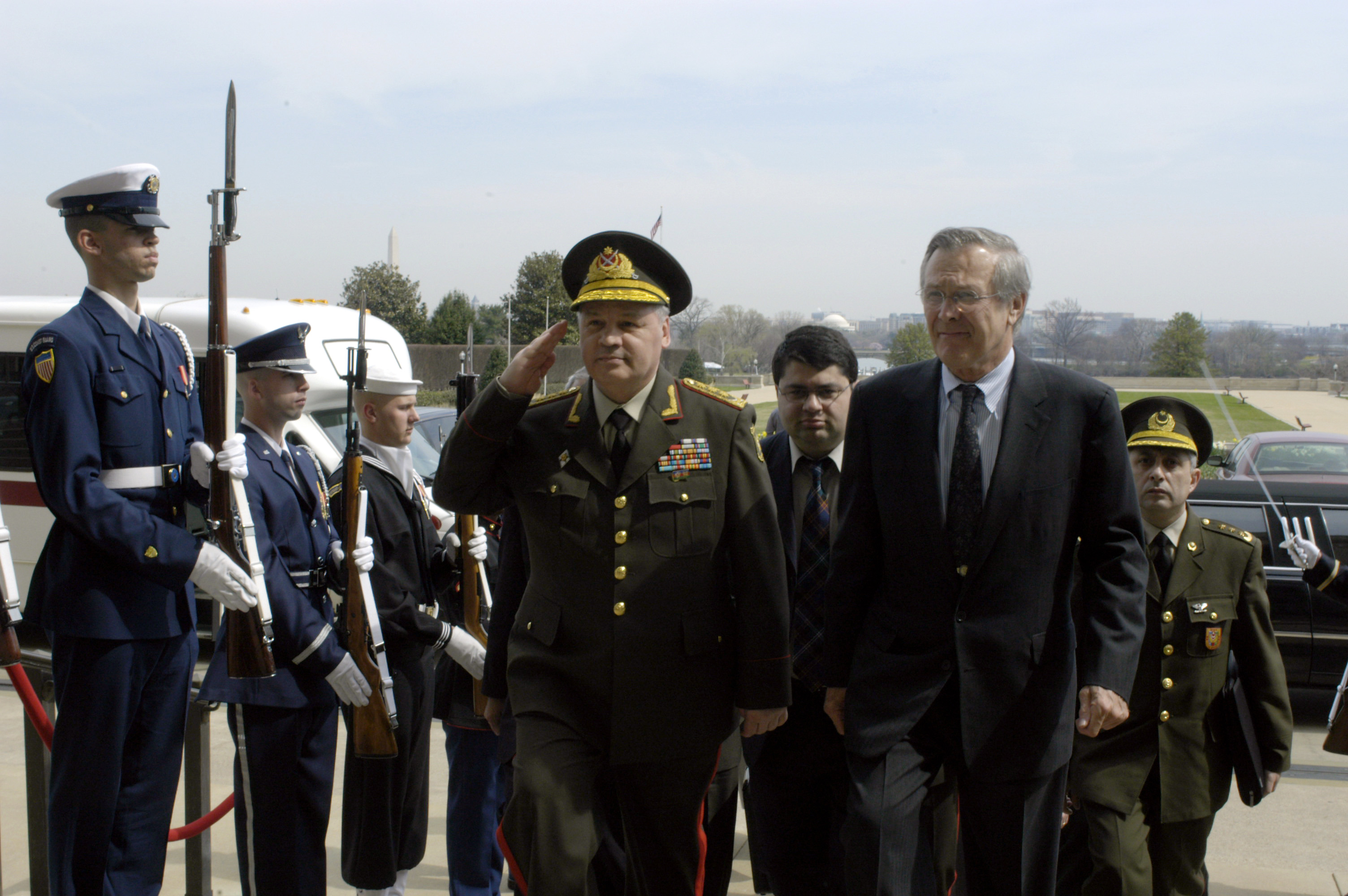
Safar Abiyev, der Verteidigungsminister Aserbaidschans beim Empfang im Pentagon durch Donald Rumsfeld am 26. März 2004
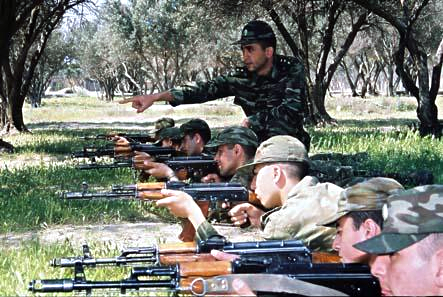
Soldaten der Armee Aserbaidschans beim Schießtraining (April 2006)
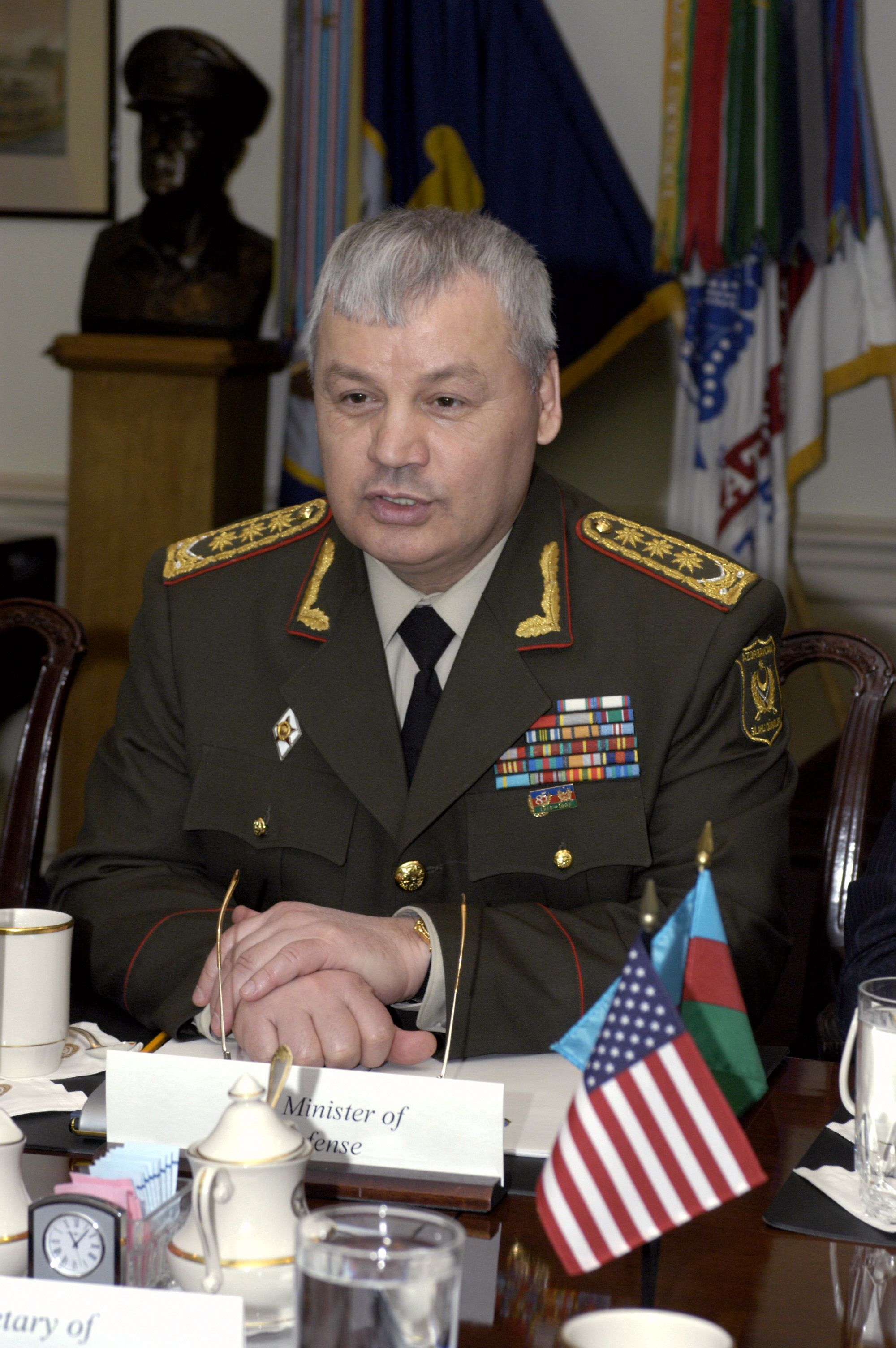
Verteidigungsminister Safar Abiyev (März 2008)
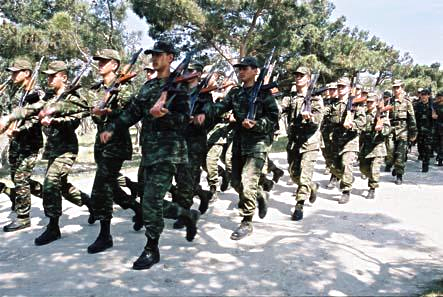
Aserbaidschanische Soldaten beim Training
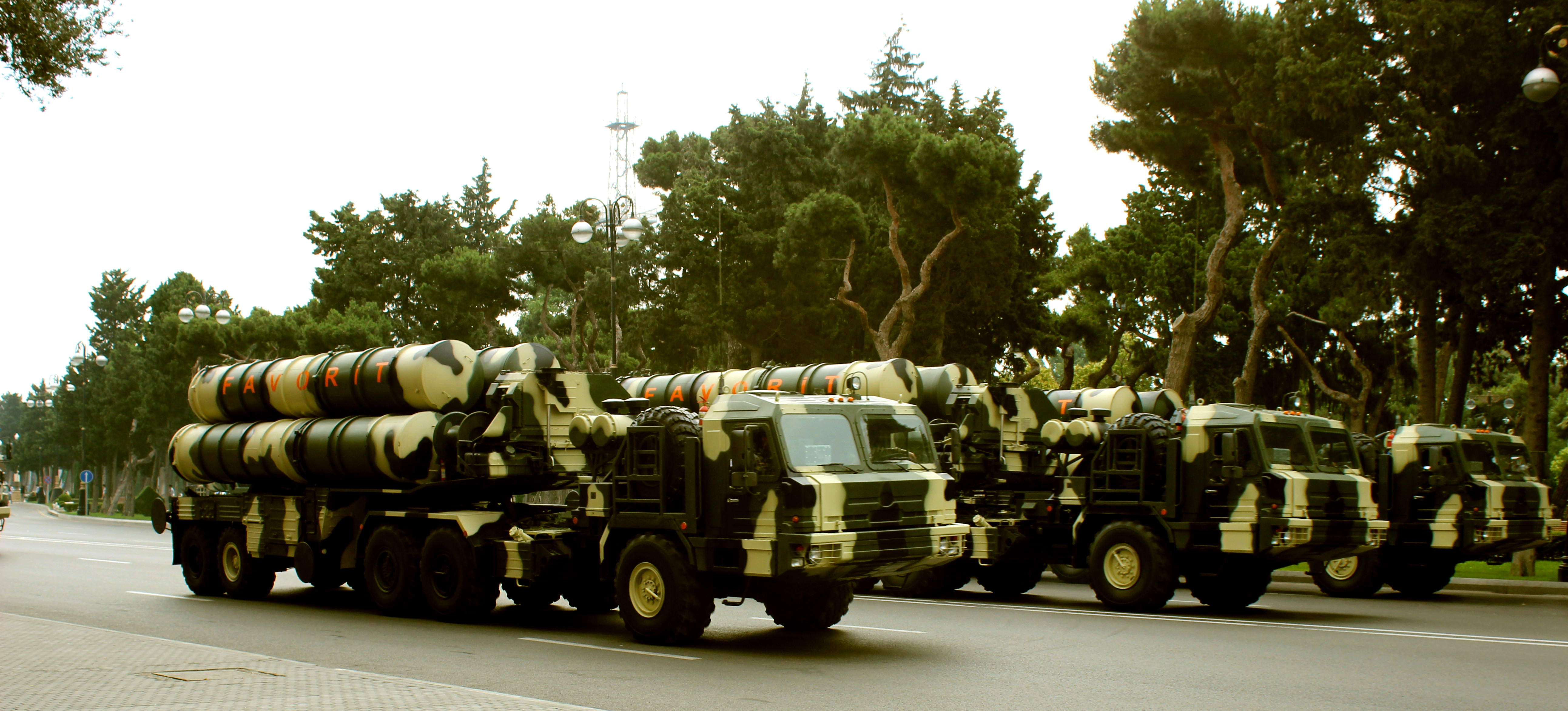
Aserbaidschanische Flugabwehrraketensysteme des Typs S-300PMU-2 während einer Militärparade 2013 in Baku
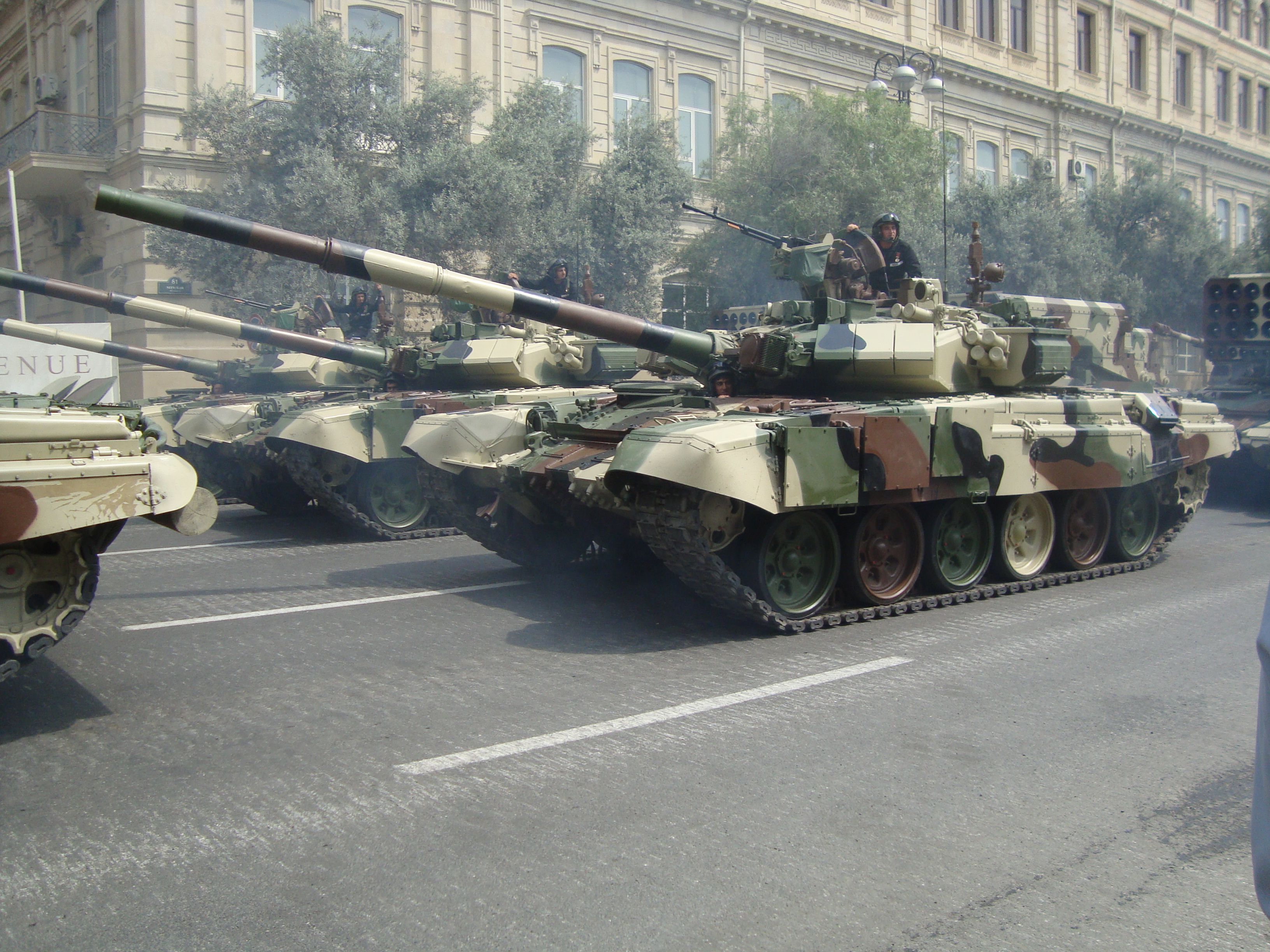
Kampfpanzer T-90 während einer Parade 2013 in Baku

## Dienstgrade

### Offiziere
| Dienstgradgruppe                 | Generale                   | Generale                   | Generale                   | Stabsoffiziere             | Stabsoffiziere             | Stabsoffiziere             | Subalternoffiziere         | Subalternoffiziere         | Subalternoffiziere         | Subalternoffiziere         |
| Land- und Luftstreitkräfte       | Land- und Luftstreitkräfte | Land- und Luftstreitkräfte | Land- und Luftstreitkräfte | Land- und Luftstreitkräfte | Land- und Luftstreitkräfte | Land- und Luftstreitkräfte | Land- und Luftstreitkräfte | Land- und Luftstreitkräfte | Land- und Luftstreitkräfte | Land- und Luftstreitkräfte |
| -------------------------------- | -------------------------- | -------------------------- | -------------------------- | -------------------------- | -------------------------- | -------------------------- | -------------------------- | -------------------------- | -------------------------- | -------------------------- |
| Schulterstücke/ Schulterschlaufe |                            |                            |                            |                            |                            |                            |                            |                            |                            |                            |
| Dienstgrad                       | General-Polkovnik          | General-Leytenant          | General-Mayor              | Polkovnik                  | Polkovnik-Leytenant        | Mayor                      | Kapitan                    | Baş Leytenant              | Leytenant                  | Kiçik Leytenant            |
| Dienstgrad (Bundeswehr)          | Generalleutnant            | Generalmajor               | Brigadegeneral             | Oberst                     | Oberstleutnant             | Major                      | Hauptmann                  | Oberleutnant               | Leutnant                   | nicht vorhanden            |
| Seestreitkräfte                  |                            |                            |                            |                            |                            |                            |                            |                            |                            |                            |
| Ärmelabzeichen                   |                            |                            |                            |                            |                            |                            |                            |                            |                            |                            |
| Dienstgrad                       | Admiral                    | Vitse-admiral              | Kontr-admiral              | Birinci dərəcəli kapitan   | Ikinci dərəcəli kapitan    | Üçüncü dərəcəli kapitan    | Kapitan-leytenant          | Baş leytenant              | Leytenant                  | Kiçik leytenant            |
| Dienstgrad (Bundeswehr)          | Vizeadmiral                | Konteradmiral              | Flottillenadmiral          | Kapitän zur See            | Fregattenkapitän           | Korvettenkapitän           | Kapitänleutnant            | Oberleutnant zur See       | Leutnant zur See           | nicht vorhanden            |
| NATO-Rangcode                    | OF-8                       | OF-7                       | OF-6                       | OF-5                       | OF-4                       | OF-3                       | OF-2                       | OF-1                       | OF-1                       | OF-1                       |

### Unteroffiziere und Mannschaften
| Dienstgradgruppe           | Unteroffiziere             | Unteroffiziere             | Unteroffiziere             | Unteroffiziere             | Unteroffiziere                    | Unteroffiziere                                             | Unteroffiziere             | Mannschaften               |
| Land- und Luftstreitkräfte | Land- und Luftstreitkräfte | Land- und Luftstreitkräfte | Land- und Luftstreitkräfte | Land- und Luftstreitkräfte | Land- und Luftstreitkräfte        | Land- und Luftstreitkräfte                                 | Land- und Luftstreitkräfte | Land- und Luftstreitkräfte |
| -------------------------- | -------------------------- | -------------------------- | -------------------------- | -------------------------- | --------------------------------- | ---------------------------------------------------------- | -------------------------- | -------------------------- |
| Armabzeichen               |                            |                            |                            |                            |                                   |                                                            |                            | Kein Abzeichen             |
| Dienstgrad                 | Baş gizir                  | Gizir                      | Kiçik gizir                | Baş çavuş                  | Çavuş                             | Kiçik çavuş                                                | Sıravi                     | Əsgər                      |
| Dienstgrad (Bundeswehr)    | Oberstabsfeldwebel         | Stabsfeldwebel             | Hauptfeldwebel             | Oberfeldwebel/ Feldwebel   | Stabsunteroffizier/ Unteroffizier | Stabskorporal/ Korporal/ Oberstabsgefreiter Stabsgefreiter | Gefreiter                  | Soldat                     |
| Seestreitkräfte            |                            |                            |                            |                            |                                   |                                                            |                            |                            |
| Armabzeichen               |                            |                            |                            |                            |                                   |                                                            |                            | Kein Abzeichen             |
| Dienstgrad                 | Baş miçman                 | Miçman                     | Kiçik miçman               | Baş çavuş                  | Çavuş                             | Kiçik çavuş                                                | Baş matros                 | Matros                     |
| Dienstgrad (Bundeswehr)    | Oberstabsbootsmann         | Stabsbootsmann             | Hauptbootsmann             | Oberbootsmann/ Bootsmann   | Obermaat/ Maat                    | Stabskorporal/ Korporal/ Oberstabsgefreiter Stabsgefreiter | Gefreiter                  | Matrose                    |
| NATO-Rangcode              | OR-9                       | OR-8                       | OR-7                       | OR-6                       | OR-5                              | OR-4                                                       | OR-2                       | OR-1                       |